# 北貝凡德里亞納區

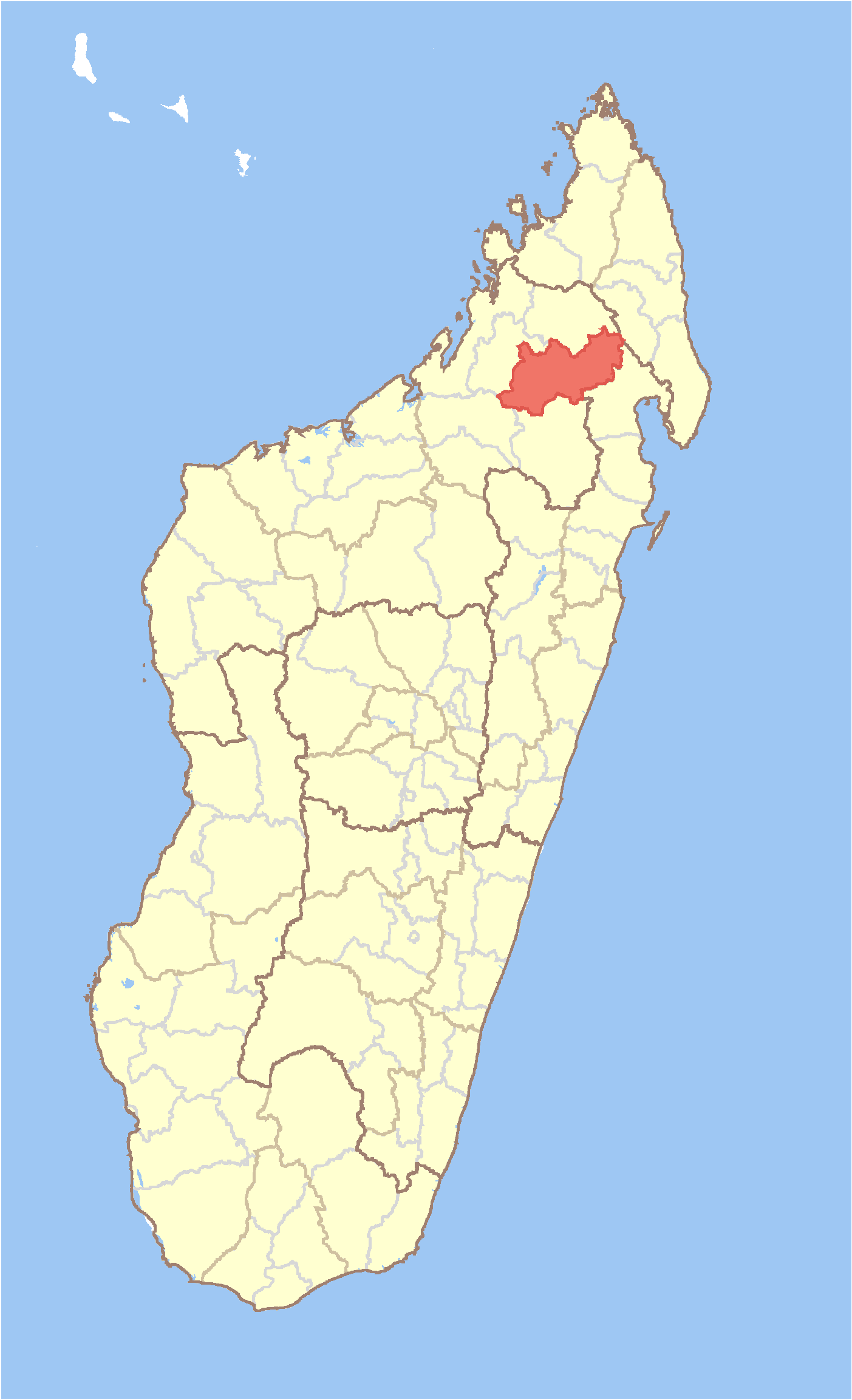

15°9′S 48°48′E / 15.150°S 48.800°E
北貝凡德里亞納區，是馬達加斯加的行政區，位於該國西北部，由索非亞區負責管轄，首府設於北貝凡德里亞納，面積8,394平方公里，2011年人口228,432，人口密度每平方公里27人。